# 天山梣
天山梣（学名：Fraxinus sogdiana）是木犀科梣属的植物。分布于中亚地区以及中国大陆的新疆等地，生长于海拔500米的地区，常生长在河旁低地或开旷落叶林中，目前尚未由人工引种栽培。